# Émile de Wildeman

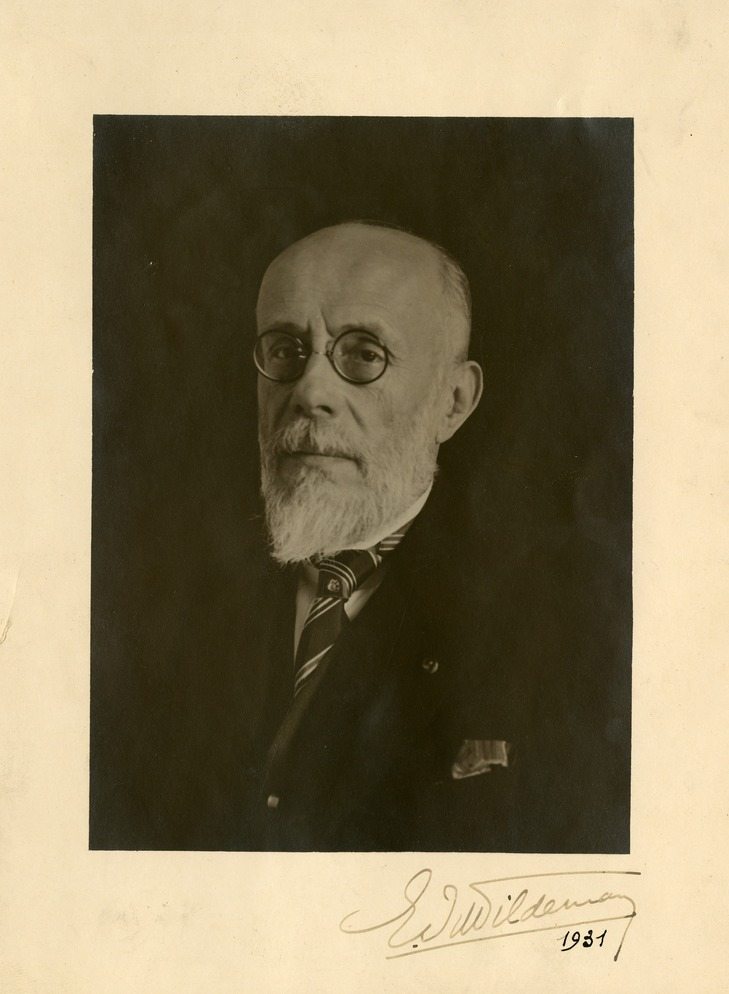
Émile de Wildeman

Émile Auguste Joseph De Wildeman (* 19. Oktober 1866 in Saint-Josse-ten-Noode; † 24. Juli 1947 in Brüssel) war ein belgischer Botaniker. Sein offizielles botanisches Autorenkürzel lautet „De Wild.“

## Leben und Wirken
Wildeman studierte von 1883 bis 1887 an der Université libre de Bruxelles Pharmazie. Anschließend wechselte er an den Jardin Botanique de l’État à Bruxelles, wo er von 1891 bis 1931 tätig war. Wildeman war Professor an der Université de Gand in Gent und der Université coloniale in Antwerpen.
Er verfasste mehrere Bücher über die Pflanzenwelt Afrikas und beschrieb über 3600 Pflanzenarten.

## Ehrungen
Am 15. Dezember 1926 wurde Wildeman zum korrespondierenden und am 7. Juni 1930 zum ordentlichen Mitglied der Königlichen Akademie der Wissenschaften und Schönen Künste von Belgien gewählt. 1939 wurde er korrespondierendes Mitglied der Académie des sciences in Paris.
Nach Wildeman ist die Gattung Dewildemania O.Hoffm. ex De Wild. (1903) aus der Pflanzenfamilie der Korbblütler (Asteraceae) benannt.

## Schriften (Auswahl)
- Prodrome de la flore algologique des Indes néerlandaises. Leiden 1897 (Digitalisat).
- Prodrome de la flore belge. 3 Bände, Brüssel 1898–1907 (Digitalisat) – mit Théophile Durand.
- Illustrations de la Flore du Congo. Brüssel 1898–1902 (Digitalisat) – mit Théophile Durand.
  - = Annales du Musée du Congo. Botanique. 1. Folge, Faszikel 1–8.
- Icones selectae horti thenensis. 6 Bände, Brüssel 1899–1909 (Digitalisate)
- Les algues de la flore de Buitenzorg (Essai d’une flore algologique de Java). E. J. Brill, Leiden 1900.
- Plantae thonnerianae congolenses ou énumération des plantes récoltées en 1896 par M. Fr. Thonner dans le district des Bangales. Brüssel 1900 (Digitalisat) – mit Théophile Durand.
- Les plantes tropicales de grande culture: café, cacao, cola, vanille, caoutchouc […]. Castaigne, Brüssel 1902 (Digitalisat).
  - 2. Auflage 1908. Castaigne, Brüssel 1908 (Digitalisat).
- Notices sur des plantes utiles ou intéressantes de la flore du Congo. 2 Bände, Brüssel 1903–1908 (Digitalisat).
- Études de systematique et de géographie botaniques sur la flore du Bas- et du Moyen-Congo (= Annales du Musée du Congo, Botanique 5. Folge). Brüssel 1903–1912 (Digitalisat).
- Plantae novae vel minus cognitae ex herbario horti thenensis […]. 2 Bände, Brüssel 1904–1910 (Digitalisate).
- Mission Émile Laurent (1903–1904). 2 Bände, Brüssel 1905–1907 (Band 1).
- Botanique les phanérogames des terres magellaniques. In: Expédition antarctique Belge. Résultats du Voyage du S.Y. Belgica en 1897–1898–1899. J.-E. Buschmann. Antwerpen 1905 (Digitalisat).
- Dokumente für die Geo-Botanique Congolaise. 1913.
- Contribution à l’étude de la flore du Katanga. D. Reynaert, Brüssel 1921 (Digitalisat).
  - Supplément 1. Brüssel 1927.
  - Supplément 2. Brüssel 1929.
  - Supplément 3. Brüssel 1930.
  - Supplément 4. Brüssel 1932 – mit Pierre Staner.
  - Supplément 5. Brüssel 1933.
- Plantae bequaertianae. Études sur les récoltes botaniques du Dr J. Bequaert chargé de missions au Congo Belge. 6 Bände, Gent / Paris 1921–1932 (Digitalisat).
- Sur des plantes médicinales ou utiles di Mayumbe (Congo Belge) d’apres des notes du R. P. Wellens † (1891–1924). Brüssel 1938 (Digitalisat).